# Бейделіт
Бейделі́т (рос. бейделлит; англ. beidellite; нім. Beidellit m) — мінерал, алюмініїстий різновид мінерального виду монтморилоніт-бейделіт.

## Етимологія та історія
Назва цього мінералу відноситься до місцевості типу Бейделл, колишнього гірничодобувного району на південь від річки Сагуаче, в Савоч (округ, Колорадо). Відкритий у 1925 році.

## Загальний опис
Бейделіт — дуже поширений глинистий мінерал з групи монтморилоніту; звичайно зустрічається в корі вивітрювання кристалічних порід (гол. чин. основного складу) і в глинах (зокрема, бентонітових).
Хімічна формула: (K2, H3O)Al2[(OH)2|AlSi3O10]·nH2O. 
За даними International Mineralogical Association (IMA) — (Na,Ca)0.3Al2(Si,Al)4O10(OH)2•nH2O.
Сингонія моноклінна. Зустрічається у вигляді землистих мас та утворює тонкі кристалічні пластинки. Густина 2,6. Твердість 1,5. Колір білий з жовтуватим, буруватим, червонуватим відтінком. Блиск у щільних масах слабкий восковий. Має здатність до катіонного обміну, у воді набухає. Зустрічається у корі вивітрювання основних і ультраосновних гірських породах та у зоні окиснення рудних родовищ, у лесах і ґрунтах, що утворилися з лесу.

## Різновиди
Розрізняють:
- бейделіт залізний (відміна бейделіту з вмістом до 19 % Fe2O3);
- бейделіт магніїстий (відміна бейделіту, яка містить до 3 % MgO);
- бейделіт хромистий (відміна, яка містить до 2 % Cr2O3).

## Поширення
Родовища бейделіту  присутні у штаті Колорадо, США.
В Україні — на Закарпатті біля міст Хуста та Берегового, у Черкаській області в районі м. Ватутіного. Родовища утворилися з тонкого вулканічного попелу в озерних умовах. 

## Використання
Застосовують у виробництві бурових розчинів, для очищення продуктів перегонки у нафтовій промисловості, у текстильній пром-сті, в гумовому виробництві як наповнювач, а також у косметичній, харчовій, медичній, паперовій та керамічних галузях промисловості.